# Mariano Carranza
Mariano Carranza fue un político peruano. 
Fue un indígena proveniente de Jauja, sabemos esto porque se inscribió así al casarse en la Parroquia de Santa Ana con Eleonor López. Fue regidor del Cabildo de Lima en la época de las Reformas Constitucionales de 1812. Miembro del Congreso Constituyente de 1822 por el departamento de Tarma. Dicho congreso constituyente fue el que elaboró la primera constitución política del país.